# 荒木古童
荒木 古童（あらき こどう）は琴古流尺八奏者の名跡。

## 初世 古童
豊田古童（生年不詳 - 嘉永3年4月27日（1850年6月7日））。本名は豊田勝五郎。初代山田如童、久松風陽に師事し、風憬、後に古童と称した。通称は「風憬古童」。

## 二世 荒木古童
（文政6年（1823年） - 明治41年（1908年）1月17日）本名は荒木半三郎。号が竹翁。近江水口藩士荒木亀三郎の三男。幼少から芸事が好きで尺八を嗜んだ。最初は一閑流の横田五柳に付き、その後虚無僧になり琴古流の豊田古童の門下となった。1850年に豊田古童が死去し古童の名を継ぎ久松風陽の門下となった。普化宗の廃止後も楽器としての尺八の復興に力を注いだ。後年長男に古童の名を譲り自らを竹翁と名乗った。弟子には初代川瀬順輔、上原六四郎、三浦琴童などがいる。

## 三世 荒木古童
（明治12年（1879年）2月1日 - 昭和10年（1935年）5月2日）本名は荒木真之助。二世古童の長男。明治末期から昭和初期にかけて活躍。同門の初代川瀬順輔と共に明治末期からの尺八界中心人物。三曲合奏に力を注ぎ、名人とうたわれた。童窓会等を主催し多くの弟子を育てた。弟子には石見綱がいる。

## 四世 荒木古童
（明治35年（1902年）8月15日 - 昭和18年（1943年）7月1日）本名は荒木聚。号が梅旭（1923年より）。三世古童の四男。東京の生まれ、早稲田実業、東洋音楽学校卒業。9歳で父の元に入門。尺八の他に雅楽、洋楽、三弦、箏等を学び研究。三世古童没後に四世古童を襲名。早くに嘱望されたが夭折した。

## 五世 荒木古童
（1938年（昭和13年）7月30日 - ）本名は、荒木達也。四世古童の三男。東京の生まれ。早くに父が夭折したため、その高弟吉田錦童に、後に三世古童高弟の木村士童に入門。1962年に五世古童を襲名。

## 六世 荒木古童
（1970年（昭和45年） - ）本名は荒木半三郎。五世古童の三男。琴古流古伝全曲を父より習得し、後、ケルト民俗音楽を独習。1977年アルバム「ペイパーボーイズ」にてカナダ年間最優秀「ジュノー賞」受賞。2005年に自作のCD「An Tua - Six of One, Five of the Oher」で年間世界最優秀「新芸術家賞」受賞（ダブリン）。2008年に六世古童襲名。よって父五世古童は竹翁号を継承。